# Phoradendron burgeri
Phoradendron burgeri är en sandelträdsväxtart som beskrevs av Kuijt. Phoradendron burgeri ingår i släktet Phoradendron och familjen sandelträdsväxter. Inga underarter finns listade i Catalogue of Life.